# Spring Rain (chanson du groupe MAX)
Singles de MAX
Feel So Right
(2001) Eternal White
(2002)
Spring Rain (titré : Spring rain) est le 23e single du groupe MAX.

## Présentation
Le single sort le 20 février 2002 au Japon sous le label avex trax, deux mois et demi seulement après le précédent single du groupe, Feel So Right. Il atteint la 28e place du classement des ventes de l'Oricon, et reste classé pendant trois semaines. Vendu à quelque 20 000 exemplaires, il est alors son single le moins vendu à l'exception des deux premiers, sortis en 1995.
Il contient deux chansons originales et leurs versions instrumentales. La chanson-titre figurera uniquement sur la compilation du groupe Precious Collection 1995-2002 qui sortira un mois plus tard ; une version remixée supplémentaire de la chanson figurera en bonus sur les premières éditions de cet album. La deuxième chanson du single, Party Tune, restera inédite en album.
C'est alors le dernier single du groupe avec Mina, qui a annoncé sa grossesse et son départ peu de temps avant la sortie du disque ; elle est remplacée à partir du prochain single par Aki, jusqu'à ce qu'elle reprenne sa place six ans plus tard en 2008.

## Liste des titres
| CD    | CD                                           | CD                                           | CD    | CD | CD | CD | CD | CD | CD |
| No    | Titre                                        | Paroles / Musique / Arrangements             | Durée |    |    |    |    |    |    |
| ----- | -------------------------------------------- | -------------------------------------------- | ----- | -- | -- | -- | -- | -- | -- |
| 1.    | Spring Rain (Spring rain)                    | Yuka Matsumoto / Kentaro Akutsu / H-Wonder   | 5:01  |    |    |    |    |    |    |
| 2.    | Party Tune (Party tune)                      | Yuka Matsumoto / Masato Hiraide / M. Hiraide | 5:01  |    |    |    |    |    |    |
| 3.    | Spring Rain (Instrumental) (Spring rain ...) | (...) / Kentaro Akutsu / H-Wonder            | 5:01  |    |    |    |    |    |    |
| 4.    | Party Tune (Instrumental) (Party tune ...)   | (...) / Masato Hiraide / M. Hiraide          | 4:58  |    |    |    |    |    |    |
| 20:01 |                                              |                                              |       |    |    |    |    |    |    |

## Crédits
- Masterisation : Mitsukazu Tanaka
- Enregistrement et mixage : Kenichi Nakamura (titre 1), Masayuki Nakano (titre 2)
- Chœurs : Yuko Ohtaki
- Guitares : Nozomi Furukawa (titre 1)
- Basse : Kitaro Nakamurae (titre 2)
- Rap : Haya10 (titre 2)